# Escurçana rodona
L'escurçana rodona (Taeniura grabata) és una espècie poc coneguda de peix cartilaginós batoïdeu de la família Dasyatidae, pròpia del litoral d'Àfrica.

## Taxonomia
El naturalista francès Saint-Hilaire la va definir per primer cop el 1817 amb el nom de Trygon grabatus, que prové del llatí grabatus, que vol dir "llit". El seu informe va ser publicat en el primer volum del llibre Poissons du Nil, de la mer Rouge et de la Méditerranée. Posteriors autors van situar l'espècie dins del gènere Taeniura. No se'n coneix cap tipus nomenclatural.

## Descripció
L'escurçana rodona té un cos gairebé circular, lleugerament més ample que llarg. La cua no mesura més que el cos, i té una o dues espines punxegudes a la cara superior. Les espines fan de mitjana uns 50 mm de llarg en els mascles i uns 66 mmm en el cas de les femelles, i tenen un solc central i entre 29-45 estries laterals, que li donen l'aspecte d'una serra. Les espines de substitució creixen davant de les originals. Tenen una aleta a la cara inferior de la cua, que va des d'on hi ha l'espina fins a gairebé la seva punta. La pell és principalment llisa, excepte per unes petites escames que es troben al mig de l'esquena, i que van des dels espiracles fins a l'espina de la cua, així com per 3 punxes que tenen a les "espatlles". La coloració de la seva pell va del gris fosc al marró oliva per dalt, amb diverses taques més fosques, i és gairebé blanca per sota. Aquesta espècie creix generalment fins a 1 metre d'ample i 1,5 metres de llarg, encara que s'han registrat llargades de 2,5 metres. Pot pesar fins a 150 quilograms.

## Distribució i hàbitat

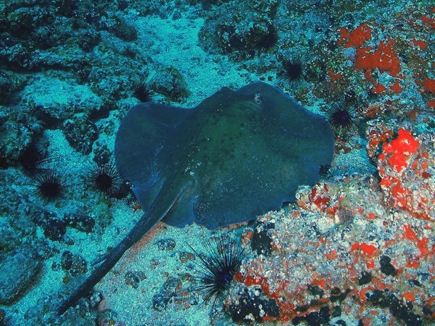
Una escurçana rodona fotografiada a Tenerife

L'escurçana rodona viu a les aigües tropicals i subtropicals de l'est de l'Atlàntic, des de Mauritània fins a Angola, així com a les illes Canàries, Madeira i Cap Verd. Aquesta espècie ha colonitzat recentment el sud de la mar Mediterrània, on ha estat vista ocasionalment des de Tunísia fins a Egipte, amb registres aïllats de Turquia i la Toscana, Itàlia. No obstant això, no es tracta d'una de les moltes espècies que han creuat el canal de Suez, i el registres de la seva presència al mar Roig podrien ser erronis. Trobada en fondàries entre els 10 i els 300 metres, l'escurçana rodona viu en zones costaneres sorrenques, fangoses o amb roques.

## Ecologia

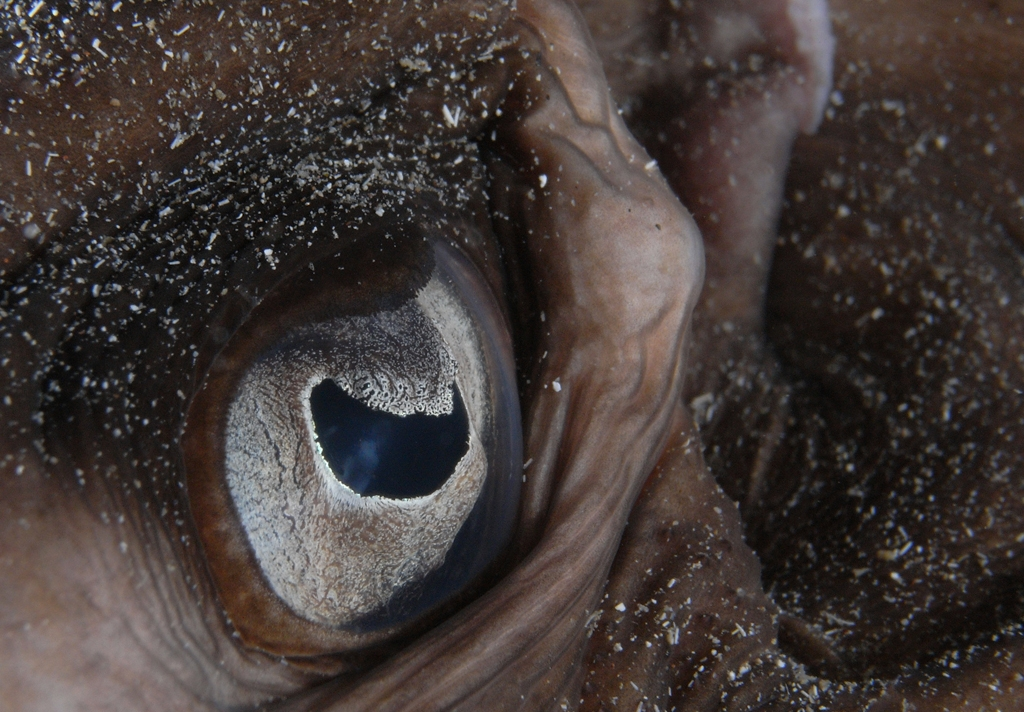
Ampliació de l'ull d'una escurçana rodona, amb un gran espiracle al darrere

Poca és la informació que hi ha de la seva vida a la natura. Es tracta d'un predador de crustacis i peixos que viuen al fons marí. Durant el dia, aquesta espècie es troba sovint parcialment enterrada en els sediments, sota sortints, o en espais oberts entre esculls. Els seus paràsits coneguts són els monogenis Dendromonocotyle taeniurae i Neoentobdella apiocolpos, que viuen a la seva pell, els trematodes Heterocotyle forcifera, H. mokhtarae i H. striata, que viuen a les seves brànquies, i el cestode Rhinebothrium monodi, que viu a la vàlvula espiral de l'intestí. Se l'ha vist sent atès pel Hippolysmata grabhami (una espècie de gamba rentadora). Com altres rajades, la reproducció d'aquesta espècie és Ovovivípara.

## Relacions amb humans
La major amenaça que té aquesta espècie és la pesca comercial que utilitza xarxes d'arrossegament i tremalls, encara que no hi disponibles dades específiques sobre l'impacte que tenen sobre la població d'escurçanes rodones. Per això, la Unió Internacional per a la Conservació de la Natura (UICN) ha catalogat aquesta espècie amb dades insuficients.
Ha estat observada refugiant-se prop d'esculls artificials a les illes Canàries.